# (12106) Menghuan
(12106) Menghuan (1998 KQ31) – planetoida z pasa głównego asteroid okrążająca Słońce w ciągu 3,67 lat w średniej odległości 2,38 j.a. Odkryta 22 maja 1998 roku.